# Così parlò De Crescenzo
Così parlò De Crescenzo è un film documentario del 2017 diretto da Antonio Napoli sulla vita ed il pensiero dello scrittore, regista e attore italiano Luciano De Crescenzo, noto per la sua attività di divulgatore in varie discipline tra cui filosofia, letteratura e mitologia greca e romana e soprattutto per la sua produzione come saggista grazie alla quale riusciva a spiegare in maniera semplice argomenti ostici di queste discipline.
Il film traccia un profilo intimo e sincero di Luciano De Crescenzo, e comprende tantissimo materiale inedito del suo archivio personale, tra cui anche un messaggio lasciato sulla sua segreteria telefonica da Federico Fellini.
Il titolo del documentario prende spunto dal titolo del libro Così parlò Bellavista, che fu il primo best-seller di Luciano De Crescenzo, e che a sua volta faceva l'eco al titolo  dell'opera filosofica Così parlò Zarathustra, del filosofo tedesco Friedrich Nietzsche.

## Distribuzione
Presentato al Biografilm Festival il film è uscito nelle sale cinematografiche italiane il 26 ottobre 2017, quindi dal 2018 è stato trasmesso sulla rete televisiva Sky Arte e sulle piattaforme digitali Now e Amazon Prime Video.
Ha avuto una vasta diffusione internazionale, ed è tuttora disponibile in streaming anche negli Stati Uniti, sulle piattaforme Amazon Prime Video e Tubi, con il titolo internazionale "Thus Spoke De Crescenzo".

## Accoglienza e critica
Così parlò De Crescenzo fu accolto immediatamente in maniera positiva dalla critica, che alla trasmissione televisiva Cinematografo lo elesse "film consigliato della settimana".
- "Un'opera che non è una laudatio del personaggio e che conserva anche la necessaria leggerezza."[1]
- "Così parlò De Crescenzo: viaggio al cinema nella filosofia della vita."[2]
- "Un omaggio sentito e colmo di tenerezza per Luciano De Crescenzo, lo scrittore che ha messo la filosofia a portata di tutti."[3]
- "Tracing the journey of a free thinker, engineer, writer, scriptwriter, actor and director through his life and work, Così Parlo De Crescenzo harnesses the energy of a man determined to transform the lives and culture of those around him."[4]